# Euglossa hyacinthina
Euglossa hyacinthina är en biart som beskrevs av Dressler 1982. Euglossa hyacinthina ingår i släktet Euglossa, tribus orkidébin, och familjen långtungebin. Inga underarter finns listade.